# Рогуље (Двор)
Рогуље су насељено мјесто у општини Двор, у Банији, Сисачко-мославачка жупанија, Република Хрватска.

## Историја
Место "Рогоље" је 1885. године било у саставу Ново-градишког изборног среза за црквено-народни сабор у Карловцима. Тада је у њему било 1259 православних становника.
Рогуље су се од распада Југославије до августа 1995. године налазиле у Републици Српској Крајини.

## Становништво
Насеље је према попису становништва из 2011. године имало 29 становника.
| Националност       | 1991. | 1981. | 1971. | 1961. |
| Срби               | 134   | 184   | 241   | 323   |
| Југословени        |       |       | 7     | 6     |
| остали и непознато | 1     | 2     | 3     | 2     |
| Укупно             | 135   | 186   | 251   | 331   |

| Демографија | Демографија | Демографија |
| Година      | Становника  | Становника  |
| ----------- | ----------- | ----------- |
| 1961.       | 331         |             |
| 1971.       | 251         |             |
| 1981.       | 186         |             |
| 1991.       | 135         |             |
| 2001.       | 29          |             |
| 2011.       |             | 29          |